# Патханкот
Патханкот (в.-пандж. ਪਠਾਨਕੋਟ, англ. Pathankot) — город в индийском штате Пенджаб. Административный центр одноимённого округа.

## География
Патханкот находится в северной части штата, на высоте 331 м над уровнем моря. Близ города протекают реки Рави и Чакки; предгорья горного хребта Шивалик располагаются к югу и к востоку от Патханкота, а Гималаи — к северу от него. Город расположен в 109 км к северо-востоку от Амритсара, 110 км к юго-востоку от Джамму и в 475 км к северо-западу от Дели.

## Население
По данным переписи 2001 года, население города составляет 159 559 человек. Доля мужчин: 55 %, женщин: 45 %. Уровень грамотности: 87 % (90 % мужчин и 83 % женщин). Доля детей в возрасте до 6 лет: 11 %. Наиболее распространённый язык — панджаби, используются также урду, хинди и догри. Согласно переписи 2011 года, численность населения города составила 159 909 чел.

## Экономика
Основу экономики города составляет дробление камня. В окрестностях Патханкота находятся около 200 каменодробилок. Исторически важную роль в экономике играла торговля древесиной. Древесина высокого качества поставлялась из Химачала в Патханкот, откуда уже распространялась в разные районы северной Индии. В начале XX века центр торговли древесиной сместился в Джамму.

## Транспорт
Имеется железнодорожное сообщение с крупными городами северной Индии. В городе расположен военный аэропорт Патханкот, на который 2 января 2016 года было совершено нападение.

## Достопримечательности
Главной достопримечательностью города является форт, построенный в 1505 году предводителем раджпутов, Джаспалом Синдхом Патхания. Форт имел важное стратегическое положение и контролировал регионы Кангра и Нурпур. Сегодня форт Патханкота представляет собой руины; он известен прежде всего своими храмами.